# Грб Републике Алтај
Грб Републике Алтај је званични симбол једног од субјеката Руске федерације са статусом републике, Алтаја. Грб је званично усвојен 6. октобра 1993. године

## Опис грба
Грб Републике Алтај је плави круг омеђен уским појасом златне боје. То је симбол вечног плавог неба Алтаја. На плавој позадини хералдички су приказани: 
- Белугас - врх једне од највиших планина Централне Азије;
- Јуч Сјумера - симболизује љепоту и снагу овог крајолика;
- Гаруда - грифон бијеле боје у центру грба, са златном главом и златним крилима птице, а телом лава. На грудима има пјеге, а на ногама канџе и врх репа је црвено-љубичасте боје. Он персонификује свету птицу сунца, чувара мира, среће, богатства овог краја, заштитника животиња, птица и природе.

На дну круга слику краси хералдички приказ двије највеће ријека Алтаја: Бији и Катуни, са њиховим притокама. У самом дну грба је приказ златне куће - симбол отаџбине, снаге и вјечности своје куће.